# Pablo Alemán
Pablo Alemán (Canelones, 1791 - Buenos Aires, septiembre de 1845) fue un militar y gobernante uruguayo, de larga carrera en la Argentina. Participó en la guerra de la Independencia y en las guerras civiles de este país. Fue también gobernador de la provincia de Jujuy y gobernador por intervención militar de la provincia de San Luis.

## Inicios de su carrera militar

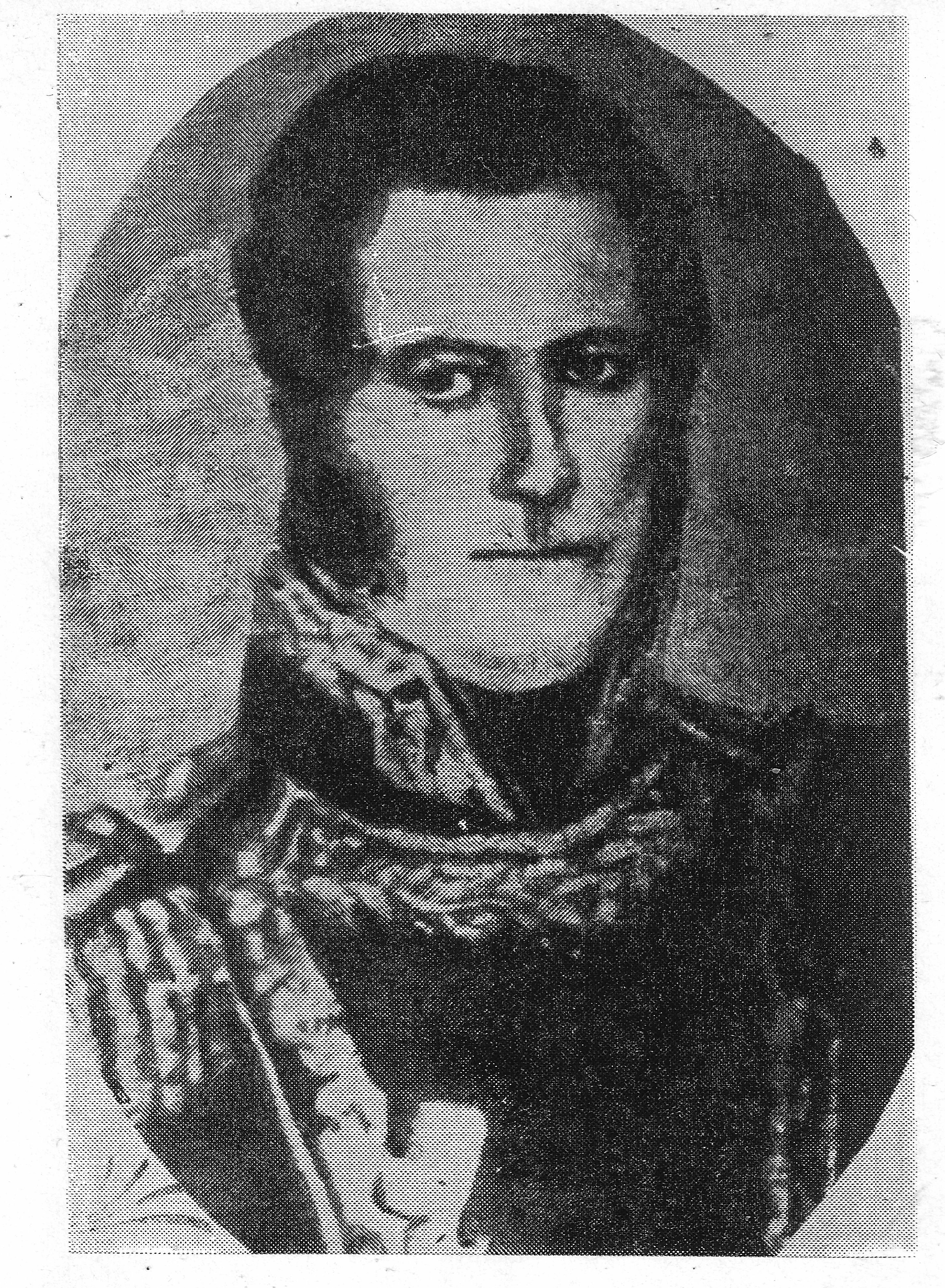
Retrato en óleo de Pablo Alemán

En su juventud fue miembro del regimiento de blandengues de su provincia y en 1811 se unió a las fuerzas de José Artigas, combatiendo en la batalla de Las Piedras (1811) y en la de Cerrito.
Pasó al Ejército del Norte, donde fue uno de los oficiales destacados en la rebelión contra Carlos de Alvear, y combatió en Puesto del Marqués y Sipe Sipe. Más tarde sirvió en la guerra contra los federales de Córdoba y Santa Fe. No participó en el motín de Arequito, pero cuando su unidad regresó a Córdoba, acompañó a Alejandro Heredia hasta Salta, con la idea de volver a pelear contra los realistas. Participó en la campaña de Heredia contra Tucumán, y luego en la defensa contra la invasión realista que le costó la vida a Güemes.
Se radicó en Salta, donde formó su familia. En 1822 fue diputado provincial y apoyó el gobierno de José Ignacio Gorriti, participando años más tarde en la revolución contra Arenales y a favor de Gorriti. Cuando este se pronunció por la Liga Unitaria del Interior, en 1830, se opuso y debió emigrar a Buenos Aires.

## Alianzas con Latorre y Heredia
Regresó con el caudillo federal Pablo Latorre por Santiago del Estero y fue su segundo en la invasión a Salta, inmediatamente después de la batalla de La Ciudadela. Latorre lo nombró comandante de armas de la provincia, cargo con que venció a la revolución de José Güemes en la batalla de Cerrillos, que logró reponer a Latorre en el mando. Fue ascendido a general y por varios meses fue gobernador delegado, hasta que fue derrocado por Miguel Puch. Junto a Latorre, lograron vencerlo poco después en la batalla de Pulares.
Sorpresivamente se enemistó con Latorre, y en agosto de 1833 se marchó a Tucumán, donde reunió algunas tropas, y regresó a Salta a deponer al gobernador. Vencido casi sin lucha, Alemán se retiró a Tucumán. Como respuesta, Latorre apoyó una invasión de los parientes del general Javier López a Tucumán, pero ésta también fracasó.
Ambas intentonas causaron el enfrentamiento entre Latorre y el gobernador tucumano Alejandro Heredia. Este invadió Tucumán en alianza con la revolución con que la provincia de Jujuy anunció su separación de la de Salta, de la que había dependido hasta entonces. Una de las dos columnas tucumanas que invadieron Salta estaba mandada por Alemán, pero fueron los jujeños del gobernador José María Fascio quienes derrotaron a Latorre, que poco después moría asesinado en la cárcel.
Alemán permaneció en Salta como adversario del nuevo gobernador José Antonio Fernández Cornejo, que pronto se reveló como un unitario convencido. Alemán dirigió una revolución que colocó en el gobierno a Felipe Heredia, hermano del caudillo tucumano. A principios de 1836, el general unitario Javier López invadió Tucumán desde Bolivia, donde había estado refugiado, con la connivencia del gobierno jujeño. Fue derrotado y fusilado por orden de Heredia.

## Gobernador de Jujuy
Enseguida Alemán avanzó hacia Jujuy. La presencia de su ejército bastó para que el gobernador y sus partidarios huyeran, y Alemán hizo elegir gobernador al coronel federal Eustaquio Medina, que falleció poco después.
Fue designado gobernador provisional de la provincia de Jujuy el 28 de marzo de 1836. No se puede decir mucho sobre su gobierno, ya que la falta de fondos le impidió logros importantes. Organizó la defensa de la frontera del Chaco y de la frontera norte, reorganizó el sistema de justicia, reedificó la iglesia matriz, y poco más. Nombró Protector de su provincia a Heredia, mientras los gobernadores de Salta y Catamarca hacían lo mismo.
A mediados de 1836, el general Andrés de Santa Cruz invadió Perú y formó la Confederación Perú-Boliviana. Poco después intentó extender su dominio hacia el sur. Eso inició una guerra entre los dos países, en que el mando argentino estuvo en manos de Heredia, y la participación del gobernador de la provincia atacada fue muy marginal.
Al constituirse la Segunda Legislatura de la provincia fue elegido como gobernador propietario el 3 de abril de 1837, jurando el día 9. En la siguiente sesión de la Legislatura se fijó el término de su mandato en cuatro años. Pablo Alemán comunicó su nombramiento a Juan Manuel de Rosas, quien en su respuesta reconocía formalmente la independencia de Jujuy del gobierno de Salta. El 5 de mayo de 1837, considerándose inminente un conflicto con Bolivia, la Legislatura le otorgó la suma del poder público con obligación de una vez al año someter sus actos a la consideración de la misma.
En noviembre de 1838, Heredia murió asesinado por uno de sus oficiales en Lules (Tucumán). Al llegar la noticia, Alemán estaba en Humahuaca. Un grupo de oficiales lo depuso en ausencia y el nuevo gobernador, Mariano Iturbe, lo arrestó. Pudo fugarse, intentó reunir gente, y finalmente debió huir a Bolivia.

## Últimos años
Llegó a Buenos Aires por Chile, en el año 1840, y de allí se trasladó a Córdoba, donde se unió al ejército al mando de Manuel Oribe. Este lo puso al mando de una pequeña división, con la que lo envió a la provincia de San Luis a enfrentar la revolución unitaria que había estallado allí. 
En enero de 1841 se unió al coronel Pablo Lucero, que había logrado rehacerse de la revolución unitaria, y juntos derrotaron a los Videla en la batalla de Las Quijadas con ayuda de José Félix Aldao.
De allí pasó a Mendoza y participó del contraataque de Aldao contra los unitarios de La Rioja como jefe de vanguardia. Fue uno de los jefes derrotados en la sangrienta batalla de Angaco, y también participó en la batalla de Rodeo del Medio, definitiva victoria federal.
Vivió un tiempo en San Luis, y en 1843 se instaló en Buenos Aires, donde fue nombrado jefe de policía por el gobernador Juan Manuel de Rosas. Murió en Buenos Aires el 22 de septiembre de 1845.